# 에스피리투산토영양다람쥐
에스피리투산토영양다람쥐(Ammospermophilus insularis)는 다람쥐과에 속하는 설치류의 일종이다. 멕시코의 토착종으로 칼리포르니아만 에스피리투산토섬에서만 발견된다. 원래는 1909년에 넬슨(Edward William Nelson)과 골드망(Edward Alphonso Goldman))이 기술했지만, 미국 남서부와 멕시코에 널리 분포하는 흰꼬리영양다람쥐(Ammospermophilus leucurus)의 아종으로 간주했다. 두개골이 약간 크고 세번째 윗쪽 어금니가 없거나 아직 작기 때문에, 1938년 하우엘(Arthur H. Howell)이 별도의 종으로 승격했다. DNA와 염색체에 대한 연구 결과에 의하면 해리스영양다람쥐와 밀접한 관계를 가진 것으로 추정된다. 2007년의 DNA 비교와 형태학적 특징에 의하면, 에스피리투산토영양다람쥐와 바하칼리포르니아 반도 및 인근 섬의 종 사이의 차이는 별도의 종으로 보증하기에 충분하지 않으며 오히려 흰꼬리영양다람쥐의 아종일 가능성이 있다. 2008년 이후 국제 자연 보전 연맹(IUCN)이 에스피리투산토영양다람쥐를 흰꼬리영양다람쥐의 아종으로 간주하고 있다.